# Vincenzo Tusa
Vincenzo Tusa (Mistretta, 7 dicembre 1920 – Palermo, 5 marzo 2009) è stato un archeologo italiano.

## Biografia
Dopo gli studi di base a Mistretta, si laureò in Lettere a Catania nel 1944 e divenne assistente di Archeologia. Nel 1947 fu assunto alla Soprintendenza alle Antichità di Bologna e due anni dopo fu trasferito a Palermo. Nel 1963 assunse l'incarico di Soprintendente ai BBCC della Sicilia occidentale.
Promosse scavi nei siti archeologici di Solunto, Segesta, Selinunte, Mozia, Marsala.
Negli anni '60 fu promotore della rivista Sicilia Archeologica.
Dal 1964 al 1991 fu anche docente di Antichità Puniche  alla Facoltà di Lettere dell'Università di Palermo.
Fu membro dell'Accademia dei Lincei nella classe Scienze Morali per la categoria Archeologia.
Era padre di Sebastiano Tusa, anch'egli archeologo, che diresse la Soprintendenza per il Mare della Regione Siciliana.
Il suo nome figura nella lista degli appartenenti alla loggia massonica P2.

## Riconoscimenti
A Tusa la Regione siciliana ha dedicato l'Area Archeologica Cave di Cusa Vincenzo Tusa.

## Opere
- L'urbanistica di Solunto, 1970
- Anastylosis ad Agrigento Tempio di Eracle e Selinunte Tempio C, 1975
- La scultura in pietra di Selinunte, 1984
- La preistoria in Sicilia, 1987
- Selinunte nella mia vita, 1990
- Segesta, 1991
- Siciliani illustri: Antonino Salinas, 1995
- Sarcofagi romani in Sicilia, 1995
- Il parco archeologico di Selinunte, 2011